# جاي آرثر بيرد
جاي آرثر بيرد (بالإنجليزية: J. Arthur Baird)‏ هو لاعب كرة قاعدة وقاضي ومحامي أمريكي، ولد في 2 نوفمبر 1877 في فريس في الولايات المتحدة، وتوفي في 26 يوليو 1964 في غاليسبورغ في الولايات المتحدة.